# Shiver (film)
Shiver (Eskalofrío) è un film del 2008 e diretto da Isidro Ortiz.
Film horror spagnolo presentato nella sezione "Panorama" del Festival di Berlino 2008.

## Trama
A Shadowy, una paesino isolato tra le montagne spagnole, improvvisamente cominciano ad accadere fatti inquietanti: pecore sventrate, strane apparizioni ed efferati omicidi. Il colpevole sembra essere Santi, un giovane studente delle superiori con problemi di salute, che si è appena trasferito lì con la madre.
Questi avvenimenti sono però legati a Dimas, il proprietario della casa in cui Santi e la madre abitano, e ai terribili avvenimenti accaduti l'anno precedente, quando una donna che abitava nella stessa casa era stata violentata e poi uccisa assieme al marito.